# Schwarzer Adler (Bernau bei Berlin)
Die Gaststätte Schwarzer Adler ist ein denkmalgeschütztes Gebäude aus dem 15./16. Jahrhundert in Bernau bei Berlin.
Im 15./16. Jahrhundert entstanden zwei zunächst eigenständige Bauwerke, die bis zur Reformation in den Jahren 1540/41 als Gebetshaus der Bernauer Kalandsbrüder genutzt wurden. Zur Zeit Friedrichs II. erfolgte ein Umbau zu einer Herberge mit angeschlossenem Restaurant. Im Mai 1882 nutzte man die Räumlichkeiten zur Vorbereitung des ersten Hussitenfests, das heute noch in der Stadt gefeiert wird. Führte man bis dato nur eine Dankesprozession zur Abwehr der revolutionären böhmischen Bewegung durch, so sollte nun erstmals ein Festumzug stattfinden.